# František Veselý (1969)
František Veselý (* 27. března 1969) je bývalý český fotbalista, záložník. Je synem slávistické legendy Františka Veselého, vnukem Františka Veselého staršího a otcem Daniela Veselého.

## Fotbalová kariéra
Hrál za SK Slavia Praha, RH Cheb, Bohemians Praha a FK Viktoria Žižkov. V československé a české lize nastoupil ke 120 utkáním a dal 23 góly.

## Ligová bilance
| Ročník                                   | Zápasy | Góly | Klub               |
| ---------------------------------------- | ------ | ---- | ------------------ |
| 1. československá fotbalová liga 1987/88 | 8      | 3    | SK Slavia Praha    |
| 1. československá fotbalová liga 1988/89 | 9      | 1    | RH Cheb            |
| 1. československá fotbalová liga 1989/90 | 14     | 1    | RH Cheb            |
| 1. československá fotbalová liga 1989/90 | 2      | 0    | SK Slavia Praha    |
| 1. československá fotbalová liga 1990/91 | 30     | 8    | SK Slavia Praha    |
| 1. československá fotbalová liga 1991/92 | 6      | 1    | SK Slavia Praha    |
| 1. československá fotbalová liga 1991/92 | 14     | 3    | Bohemians Praha    |
| 1. česká fotbalová liga 1993/94          | 13     | 4    | SK Slavia Praha    |
| 1. česká fotbalová liga 1993/94          | 4      | 0    | FK Viktoria Žižkov |
| 1. česká fotbalová liga 1994/95          | 2      | 0    | SK Slavia Praha    |
| 1. česká fotbalová liga 1994/95          | 8      | 1    | Bohemians Praha    |
| 1. česká fotbalová liga 1995/96          | 1      | 0    | SK Slavia Praha    |
| 1. česká fotbalová liga 1995/96          | 9      | 1    | FC Union Cheb      |
| CELKEM                                   | 120    | 23   |                    |